# كيميوكي

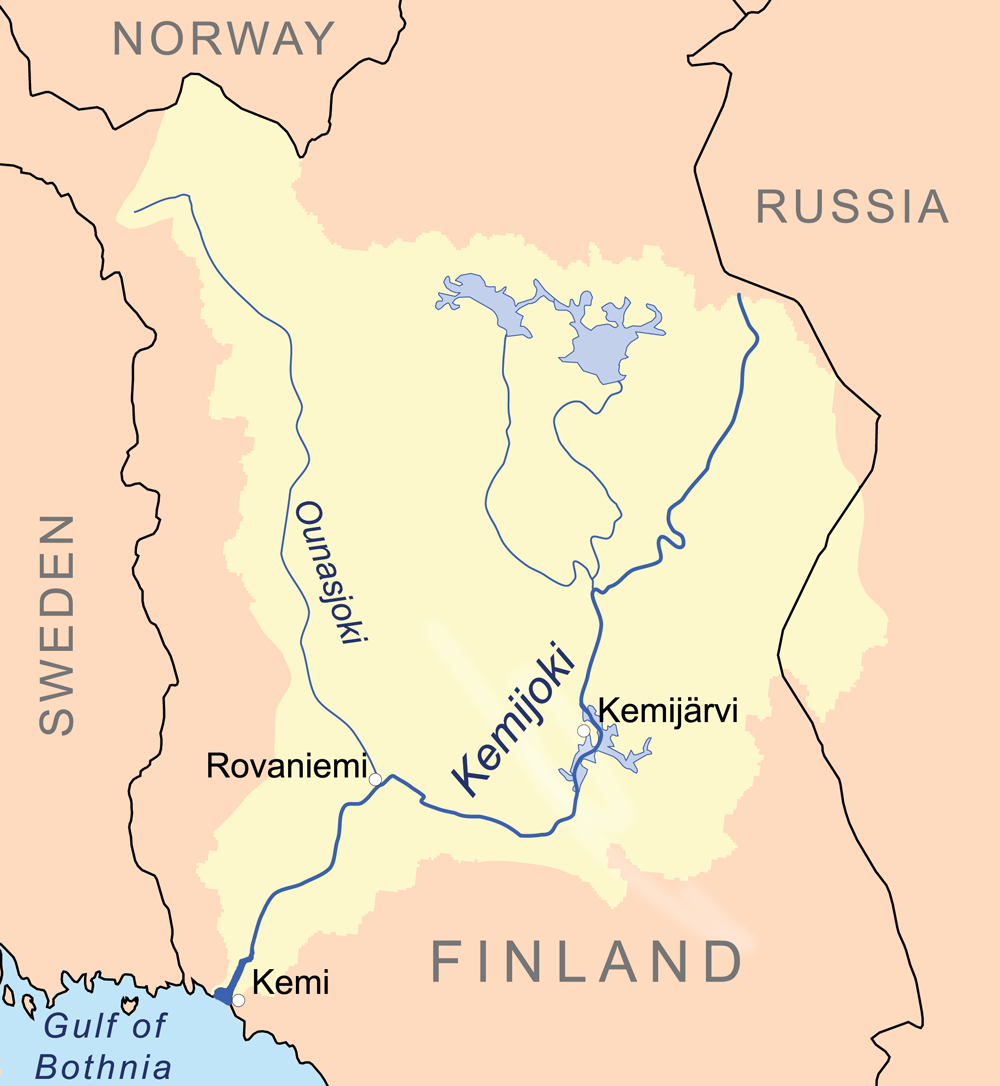
خريطة حوض نهر كيميجوكي

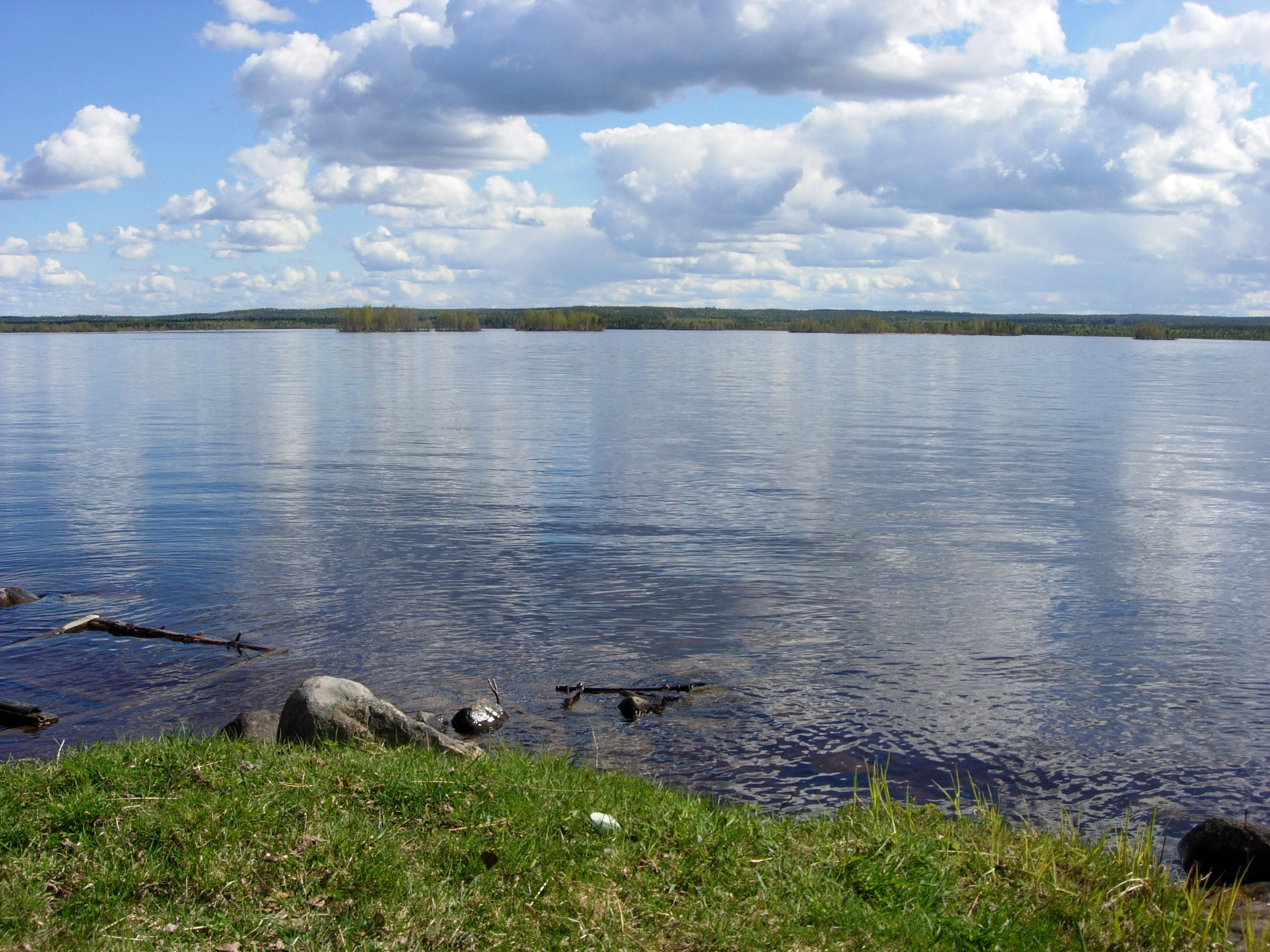
نهر كيميجوكي

كيميوكي هو أطول نهر في فنلندا يبلغ طوله 550 كم (340 ميل) . يتم تشغيله من خلال كيميجارفا وروفانيمي قبل أن يصل إلى خليج بوثنيا في كيمي.
في روفانيمي يدمج النهر اوناسجوكي مع كيميجوكي .
تم بناء أول محطة لتوليد الطاقة الكهرومائية على كيميجوكي في عام 1949 في ايسوهارا . ما مجموعه 15 من محطات الطاقة تم بناؤها حتى الآن.